# Élections législatives de 2017 des représentants des Français établis hors de France
Les élections législatives françaises de 2017 se déroulent à l'étranger les 4 (une semaine plus tôt qu'en France, laissant deux semaines entre les deux tours, pour des raisons logistiques) et 18 juin 2017. Toutefois, en raison des décalages horaires, les deux tours ont lieu les samedis 3 et 17 juin 2017 dans les première et deuxième circonscriptions. Les quelque 2,3 millions de Français résidant à l'étranger seront représentés pour la seconde fois à l'Assemblée nationale.
 Pour les Français établis hors de France, onze députés sont à élire dans le cadre de onze circonscriptions :  six députés pour les Français résidant en Europe, deux pour ceux résidant en Amérique et en Afrique et un pour ceux résidant en Asie ou en Océanie.

## Élus
| Circonscription                                 | Député sortant        | Parti | Parti | Député élu ou réélu      | Parti | Parti  |
| ----------------------------------------------- | --------------------- | ----- | ----- | ------------------------ | ----- | ------ |
| 1re                                             | Frédéric Lefebvre     |       | LR    | Roland Lescure           |       | LREM   |
| 2e                                              | Sergio Coronado       |       | EELV  | Paula Forteza            |       | LREM   |
| 3e                                              | Axelle Lemaire        |       | PS    | Alexandre Holroyd        |       | LREM   |
| 4e                                              | Philip Cordery        |       | PS    | Pieyre-Alexandre Anglade |       | LREM   |
| 5e                                              | Arnaud Leroy*         |       | PS    | Samantha Cazebonne       |       | LREM   |
| 6e                                              | Claudine Schmid       |       | LR    | Joachim Son-Forget       |       | LREM   |
| 7e                                              | Pierre-Yves Le Borgn' |       | PS    | Frédéric Petit           |       | MoDem  |
| 8e                                              | Meyer Habib           |       | UDI   | Meyer Habib              |       | UDI    |
| 9e                                              | Pouria Amirshahi*     |       | DVG   | M'jid El Guerrab         |       | Divers |
| 10e                                             | Alain Marsaud         |       | LR    | Amal Amélia Lakrafi      |       | LREM   |
| 11e                                             | Thierry Mariani       |       | LR    | Anne Genetet             |       | LREM   |
| * député sortant ne se représentant pas en 2017 |                       |       |       |                          |       |        |

## Rappel des résultats des élections de 2012
| Parti          | Parti                                        | Premier tour | Premier tour | Second tour | Second tour | Sièges |
| Parti          | Parti                                        | Voix         | %            | Voix        | %           | Sièges |
| -------------- | -------------------------------------------- | ------------ | ------------ | ----------- | ----------- | ------ |
|                | Parti socialiste                             | 68 823       | 31,48        | 106 585     | 49,63       | 7      |
|                | Union pour un mouvement populaire            | 58 660       | 26,83        | 102 193     | 47,59       | 3      |
|                | Divers droite dont DLR, PCD                  | 25 531       | 11,68        |             |             |        |
|                | Europe Écologie Les Verts                    | 16 234       | 7,43         | 5 977       | 2,78        | 1      |
|                | Autre                                        | 11 908       | 5,45         |             |             |        |
|                | Front national                               | 10 073       | 4,61         |             |             |        |
|                | Front de gauche                              | 9 176        | 4,20         |             |             |        |
|                | MoDem                                        | 8 610        | 3,94         |             |             |        |
|                | Parti radical                                | 3 450        | 1,58         |             |             |        |
|                | Nouveau Centre                               | 2 411        | 1,10         |             |             |        |
|                | Parti radical de gauche                      | 1 853        | 0,85         |             |             |        |
|                | Divers écologistes (LT, AEI, FEA, MEI et GE) | 1 205        | 0,55         |             |             |        |
|                | Divers gauche dont MRC                       | 371          | 0,17         |             |             |        |
|                | Alliance centriste                           | 296          | 0,14         |             |             |        |
|                |                                              |              |              |             |             |        |
| Inscrits       | Inscrits                                     | 1 067 457    | 100,00       | 1 067 225   | 100,00      |        |
| Abstentions    | Abstentions                                  | 846 220      | 79,27        | 847 422     | 79,40       |        |
| Votants        | Votants                                      | 221 237      | 20,73        | 219 803     | 20,60       |        |
| Blancs et nuls | Blancs et nuls                               | 2 636        | 1,19         | 5 048       | 2,30        |        |
| Exprimés       | Exprimés                                     | 218 601      | 98,81        | 214 755     | 97,70       |        |

## Résultats
Bien que plusieurs candidats obtiennent la majorité absolue (plus de 50 %) des suffrages exprimés, aucun ne réunit pour autant un nombre de suffrages au moins égal au quart du nombre des électeurs inscrits ; en application de l’article L126 du code électoral, cela ne leur permet donc pas d'être élu dès le premier tour.

### Résultats à l'échelle mondiale
| Parti       | Parti                                             | Premier tour | Premier tour | Second tour | Second tour | Sièges |
| Parti       | Parti                                             | Voix         | %            | Voix        | %           | Sièges |
| ----------- | ------------------------------------------------- | ------------ | ------------ | ----------- | ----------- | ------ |
|             | La République en marche                           | 108 318      | 45,24        | 115 642     | 58,15       | 8      |
|             | Les Républicains                                  | 30 225       | 12,62        | 21 511      | 10,82       | 0      |
|             | La France insoumise                               | 17 652       | 7,37         | 10 459      | 5,26        | 0      |
|             | Parti socialiste                                  | 16 364       | 6,83         | 14 473      | 7,28        | 0      |
|             | Mouvement démocrate                               | 14 359       | 6,00         | 14 115      | 7,10        | 1      |
|             | Europe Écologie Les Verts                         | 13 584       | 5,67         | 3 525       | 1,77        | 0      |
|             | Divers droite dont PCD, 577LI, DLF, LFQO, LC, PRV | 10 990       | 4,59         | 4 491       | 2,26        | 0      |
|             | Union des démocrates et indépendants              | 8 029        | 3,35         | 7 998       | 4,02        | 1      |
|             | Front national                                    | 6 830        | 2,85         |             |             | 0      |
|             | Autre dont #MV, PP, PFE, Cit., ANLD, PA           | 6 248        | 2,61         | 6 642       | 3,34        | 1      |
|             | Union populaire républicaine                      | 1 985        | 0,83         |             |             | 0      |
|             | Divers gauche dont E!, MDP, ND                    | 1 908        | 0,80         | 0           |             |        |
|             | Divers écologiste (M100 et MEI)                   | 915          | 0,38         | 0           |             |        |
|             | Parti communiste français                         | 841          | 0,35         | 0           |             |        |
|             | Front des patriotes républicains                  | 682          | 0,28         | 0           |             |        |
|             | Demain en commun                                  | 449          | 0,19         | 0           |             |        |
|             | Parti radical de gauche                           | 70           | 0,03         | 0           |             |        |
|             |                                                   |              |              |             |             |        |
| Inscrits    | Inscrits                                          | 1 264 845    | 100,00       | 1 265 237   | 100,00      |        |
| Abstentions | Abstentions                                       | 1 023 173    | 80,89        | 1 057 201   | 83,56       |        |
| Votants     | Votants                                           | 241 672      | 19,11        | 208 036     | 16,44       |        |
| Blancs      | Blancs                                            | 822          | 0,06         | 7 099       | 0,56        |        |
| Nuls        | Nuls                                              | 1 401        | 0,11         | 2 081       | 0,16        |        |
| Exprimés    | Exprimés                                          | 239 449      | 100,00       | 198 856     | 100,00      |        |

### Résultats par circonscription

#### Première circonscription
Député sortant : Frédéric Lefebvre (Les Républicains).
|                                                                                                  |                                                                                            |                          |                          |                          |
|                                                                                                  |                                                                                            | Premier tour 3 juin 2017 | Premier tour 3 juin 2017 | Second tour 17 juin 2017 |
|                                                                                                  |                                                                                            |                          |                          |                          |
|                                                                                                  |                                                                                            | Nombre                   | % des inscrits           | Nombre                   |
| Inscrits                                                                                         | Inscrits                                                                                   | 200 205                  | 100,00                   | 200 179                  |
| Abstentions                                                                                      | Abstentions                                                                                | 162 896                  | 81,36                    | 174 022                  |
| Votants                                                                                          | Votants                                                                                    | 37 309                   | 18,64                    | 26 157                   |
|                                                                                                  |                                                                                            |                          | % des votants            |                          |
| Bulletins blancs                                                                                 | Bulletins blancs                                                                           | 58                       | 0,16                     | 1 158                    |
| Bulletins nuls                                                                                   | Bulletins nuls                                                                             | 254                      | 0,68                     | 354                      |
| Suffrages exprimés                                                                               | Suffrages exprimés                                                                         | 36 997                   | 99,16                    | 24 645                   |
|                                                                                                  |                                                                                            |                          |                          |                          |
| Candidat Étiquette politique (partis et alliances)                                               | Candidat Étiquette politique (partis et alliances)                                         | Voix                     | % des exprimés           | Voix                     |
|                                                                                                  |                                                                                            |                          |                          |                          |
|                                                                                                  | Roland Lescure La République en marche                                                     | 21 286                   | 57,53                    | 19 650                   |
|                                                                                                  | Frédéric Lefebvre (député sortant) Les Républicains (Union des démocrates et indépendants) | 5 377                    | 14,53                    | 4 995                    |
|                                                                                                  | Clémentine Langlois La France insoumise                                                    | 3 333                    | 9,01                     |                          |
|                                                                                                  | Yan Chantrel Parti socialiste (Parti radical de gauche)                                    | 3 124                    | 8,44                     |                          |
|                                                                                                  | Jocelyne Le Boulicaut Europe Écologie Les Verts                                            | 1 073                    | 2,90                     |                          |
|                                                                                                  | Damien Regnard Divers droite                                                               | 858                      | 2,32                     |                          |
|                                                                                                  | Denis Franceskin Front national                                                            | 748                      | 2,02                     |                          |
|                                                                                                  | Christine Agathon-Burton Divers (Union populaire républicaine)                             | 286                      | 0,77                     |                          |
|                                                                                                  | David Lawson Divers                                                                        | 170                      | 0,46                     |                          |
|                                                                                                  | Fanny Etter Divers (#MaVoix)                                                               | 146                      | 0,39                     |                          |
|                                                                                                  | Vincent Boileau-Autin Divers gauche (Mouvement des progressistes)                          | 145                      | 0,39                     |                          |
|                                                                                                  | David Sanchez David Divers gauche (Nouvelle Donne)                                         | 144                      | 0,39                     |                          |
|                                                                                                  | Laure Pascarel Divers gauche                                                               | 107                      | 0,29                     |                          |
|                                                                                                  | Julie Morel Parti communiste français                                                      | 99                       | 0,27                     |                          |
|                                                                                                  | Arnaud Dumas de Rauly Divers (À nous la démocratie !)                                      | 72                       | 0,19                     |                          |
|                                                                                                  | Élise Desaulniers Divers (Parti animaliste)                                                | 26                       | 0,07                     |                          |
|                                                                                                  | Florent Fernandez Divers (Parti pirate)                                                    | 3                        | 0,01                     |                          |
|                                                                                                  | Balie Topla Divers                                                                         | 0                        | 0,00                     |                          |
| Source : Ministère de l'Intérieur - Première circonscription des Français établis hors de France |                                                                                            |                          |                          |                          |

#### Deuxième circonscription
Député sortant : Sergio Coronado (Europe Écologie Les Verts).
|                                                                                                  | |                          |                          |                          |
|                                                                                                  | | Premier tour 3 juin 2017 | Premier tour 3 juin 2017 | Second tour 17 juin 2017 |
|                                                                                                  | |                          |                          |                          |
|                                                                                                  | | Nombre                   | % des inscrits           | Nombre                   |
| Inscrits                                                                                         | Inscrits | 75 029                   | 100,00                   | 75 022                   |
| Abstentions                                                                                      | Abstentions | 63 414                   | 84,52                    | 65 665                   |
| Votants                                                                                          | Votants | 11 615                   | 15,48                    | 9 357                    |
|                                                                                                  | |                          | % des votants            |                          |
| Bulletins blancs                                                                                 | Bulletins blancs | 36                       | 0,31                     | 261                      |
| Bulletins nuls                                                                                   | Bulletins nuls | 79                       | 0,68                     | 77                       |
| Suffrages exprimés                                                                               | Suffrages exprimés                                                                                                   | 11 500                   | 99,01                    | 9 019                    |
|                                                                                                  | |                          |                          |                          |
| Candidat Étiquette politique (partis et alliances)                                               | Candidat Étiquette politique (partis et alliances)                                                                   | Voix                     | % des exprimés           | Voix                     |
|                                                                                                  | |                          |                          |                          |
|                                                                                                  | Paula Forteza La République en marche                                                                                | 4 964                    | 43,17                    | 5 494                    |
|                                                                                                  | Sergio Coronado (député sortant) Europe Écologie Les Verts (La France insoumise - Parti pirate)                      | 2 715                    | 23,61                    | 3 525                    |
|                                                                                                  | Pascal Drouhaud Les Républicains                                                                                     | 1 286                    | 11,18                    |                          |
|                                                                                                  | Charles-Henry Chenut Union des démocrates et indépendants                                                            | 952                      | 8,28                     |                          |
|                                                                                                  | Thierry Rignol Divers droite                                                                                         | 512                      | 4,45                     |                          |
|                                                                                                  | Jean-Marc Millet Front national                                                                                      | 291                      | 2,53                     |                          |
|                                                                                                  | Florence Baillon Parti socialiste                                                                                    | 273                      | 2,37                     |                          |
|                                                                                                  | Martin Biurrun Divers droite (Mouvement démocrate)                                                                   | 160                      | 1,39                     |                          |
|                                                                                                  | Jacques Werckmann Écologiste (Mouvement écologiste indépendant - Confédération pour l'homme, l'animal et la planète) | 109                      | 0,95                     |                          |
|                                                                                                  | Jean-Philippe Noël Divers (Union populaire républicaine)                                                             | 104                      | 0,90                     |                          |
|                                                                                                  | Laurent Péréa Parti communiste français                                                                              | 58                       | 0,50                     |                          |
|                                                                                                  | Hai-Dang Ha-Thuc Divers (#MaVoix)                                                                                    | 56                       | 0,49                     |                          |
|                                                                                                  | Patricio Arenas Divers                                                                                               | 17                       | 0,15                     |                          |
|                                                                                                  | Palmira Pozo Divers                                                                                                  | 2                        | 0,02                     |                          |
|                                                                                                  | Alain Videau Divers                                                                                                  | 1                        | 0,01                     |                          |
|                                                                                                  | Stéphanie Lahana Divers (Parti animaliste)                                                                           | 0                        | 0,00                     |                          |
|                                                                                                  | Mickaël Millet Écologiste (Mouvement 100 % - France écologie)                                                        | 0                        | 0,00                     |                          |
|                                                                                                  | Odette Simonnet Divers droite                                                                                        | 0                        | 0,00                     |                          |
| Source : Ministère de l'Intérieur - Deuxième circonscription des Français établis hors de France | |                          |                          |                          |

#### Troisième circonscription
Députée sortante : Axelle Lemaire (Parti socialiste).
|                                                                                                   | |                          |                          |                          |
|                                                                                                   | | Premier tour 4 juin 2017 | Premier tour 4 juin 2017 | Second tour 18 juin 2017 |
|                                                                                                   | |                          |                          |                          |
|                                                                                                   | | Nombre                   | % des inscrits           | Nombre                   |
| Inscrits                                                                                          | Inscrits | 120 696                  | 100,00                   | 120 692                  |
| Abstentions                                                                                       | Abstentions | 95 202                   | 78,88                    | 99 523                   |
| Votants                                                                                           | Votants | 25 494                   | 21,12                    | 21 169                   |
|                                                                                                   | |                          | % des votants            |                          |
| Bulletins blancs                                                                                  | Bulletins blancs | 43                       | 0,17                     | 426                      |
| Bulletins nuls                                                                                    | Bulletins nuls | 81                       | 0,32                     | 127                      |
| Suffrages exprimés                                                                                | Suffrages exprimés                                                                                                   | 25 370                   | 99,51                    | 20 616                   |
|                                                                                                   | |                          |                          |                          |
| Candidat Étiquette politique (partis et alliances)                                                | Candidat Étiquette politique (partis et alliances)                                                                   | Voix                     | % des exprimés           | Voix                     |
|                                                                                                   | |                          |                          |                          |
|                                                                                                   | Alexandre Holroyd La République en marche                                                                            | 14 663                   | 57,80                    | 14 453                   |
|                                                                                                   | Axelle Lemaire (députée sortante) Parti socialiste                                                                   | 2 493                    | 9,83                     | 6 163                    |
|                                                                                                   | Laurence Azzena-Gougeon Les Républicains                                                                             | 2 238                    | 8,82                     |                          |
|                                                                                                   | Olivier Tonneau La France insoumise                                                                                  | 1 823                    | 7,19                     |                          |
|                                                                                                   | Patricia Connell Union des démocrates et indépendants                                                                | 1 392                    | 5,49                     |                          |
|                                                                                                   | Karine Daudicourt Europe Écologie Les Verts                                                                          | 1 384                    | 5,46                     |                          |
|                                                                                                   | Tony Thommes Front national                                                                                          | 378                      | 1,49                     |                          |
|                                                                                                   | Béatrice Pauly Divers droite                                                                                         | 231                      | 0,91                     |                          |
|                                                                                                   | Pierre-Alexandre Greil Divers (Union populaire républicaine)                                                         | 201                      | 0,79                     |                          |
|                                                                                                   | Olivier Bitterlin Écologiste (Mouvement écologiste indépendant - Confédération pour l'homme, l'animal et la planète) | 196                      | 0,77                     |                          |
|                                                                                                   | Marine Roussillon Parti communiste français                                                                          | 122                      | 0,48                     |                          |
|                                                                                                   | Cindy Demichel Divers (#MaVoix)                                                                                      | 93                       | 0,37                     |                          |
|                                                                                                   | Véronique Vermorel Divers (Parti pirate)                                                                             | 78                       | 0,31                     |                          |
|                                                                                                   | David Rolland Extrême droite (Front des Patriotes républicains)                                                      | 68                       | 0,27                     |                          |
|                                                                                                   | Florence Sarlat Divers (Parti animaliste)                                                                            | 8                        | 0,03                     |                          |
|                                                                                                   | Marianne Magnin Divers droite                                                                                        | 2                        | 0,01                     |                          |
| Source : Ministère de l'Intérieur - Troisième circonscription des Français établis hors de France | |                          |                          |                          |

#### Quatrième circonscription
Député sortant : Philip Cordery (Parti socialiste).
|                                                                                                   |                                                                                         |                          |                          |                          |
|                                                                                                   |                                                                                         | Premier tour 4 juin 2017 | Premier tour 4 juin 2017 | Second tour 18 juin 2017 |
|                                                                                                   |                                                                                         |                          |                          |                          |
|                                                                                                   |                                                                                         | Nombre                   | % des inscrits           | Nombre                   |
| Inscrits                                                                                          | Inscrits                                                                                | 122 765                  | 100,00                   | 122 756                  |
| Abstentions                                                                                       | Abstentions                                                                             | 94 943                   | 77,34                    | 97 262                   |
| Votants                                                                                           | Votants                                                                                 | 27 822                   | 22,66                    | 25 494                   |
|                                                                                                   |                                                                                         |                          | % des votants            |                          |
| Bulletins blancs                                                                                  | Bulletins blancs                                                                        | 68                       | 0,24                     | 710                      |
| Bulletins nuls                                                                                    | Bulletins nuls                                                                          | 90                       | 0,32                     | 182                      |
| Suffrages exprimés                                                                                | Suffrages exprimés                                                                      | 27 664                   | 99,43                    | 24 602                   |
|                                                                                                   |                                                                                         |                          |                          |                          |
| Candidat Étiquette politique (partis et alliances)                                                | Candidat Étiquette politique (partis et alliances)                                      | Voix                     | % des exprimés           | Voix                     |
|                                                                                                   |                                                                                         |                          |                          |                          |
|                                                                                                   | Pieyre-Alexandre Anglade La République en marche                                        | 14 461                   | 52,27                    | 18 138                   |
|                                                                                                   | Sophie Rauszer La France insoumise                                                      | 3 030                    | 10,95                    | 6 464                    |
|                                                                                                   | Perrine Ledan Écologiste                                                                | 2 706                    | 9,78                     |                          |
|                                                                                                   | Valérie Bros Les Républicains                                                           | 2 512                    | 9,08                     |                          |
|                                                                                                   | Philip Cordery (député sortant) Parti socialiste                                        | 1 737                    | 6,28                     |                          |
|                                                                                                   | Soraya Lemaire Front national                                                           | 865                      | 3,13                     |                          |
|                                                                                                   | Caroline Laporte Union des démocrates et indépendants                                   | 781                      | 2,82                     |                          |
|                                                                                                   | Muriel Réus Divers droite (577 Les indépendants)                                        | 395                      | 1,43                     |                          |
|                                                                                                   | Denys Dhiver Divers droite (Parti chrétien-démocrate)                                   | 380                      | 1,37                     |                          |
|                                                                                                   | Olivier Rasson Divers (Union populaire républicaine)                                    | 161                      | 0,58                     |                          |
|                                                                                                   | Yves Gernigon Divers (Parti fédéraliste européen - France écologie - La France qui ose) | 148                      | 0,53                     |                          |
|                                                                                                   | Juliette Saumier Divers (Parti pirate)                                                  | 126                      | 0,46                     |                          |
|                                                                                                   | Claire des Mesnards Divers (Demain en commun)                                           | 119                      | 0,43                     |                          |
|                                                                                                   | Yann Pereira Divers (#MaVoix)                                                           | 83                       | 0,30                     |                          |
|                                                                                                   | Philippe Lanney Extrême droite (Front des Patriotes républicains)                       | 81                       | 0,29                     |                          |
|                                                                                                   | Bertrand de Cordier Divers gauche (Mouvement des progressistes)                         | 41                       | 0,15                     |                          |
|                                                                                                   | Frédérique Plaisant Parti radical de gauche (Génération écologie)                       | 26                       | 0,09                     |                          |
|                                                                                                   | Sylvain Bleubar Divers                                                                  | 12                       | 0,04                     |                          |
| Source : Ministère de l'Intérieur - Quatrième circonscription des Français établis hors de France |                                                                                         |                          |                          |                          |

#### Cinquième circonscription
Député sortant : Arnaud Leroy (Parti socialiste).
|                                                                                                   | |                          |                          |                          |
|                                                                                                   | | Premier tour 4 juin 2017 | Premier tour 4 juin 2017 | Second tour 18 juin 2017 |
|                                                                                                   | |                          |                          |                          |
|                                                                                                   | | Nombre                   | % des inscrits           | Nombre                   |
| Inscrits                                                                                          | Inscrits | 91 374                   | 100,00                   | 91 291                   |
| Abstentions                                                                                       | Abstentions | 76 810                   | 84,06                    | 78 931                   |
| Votants                                                                                           | Votants | 14 564                   | 15,94                    | 12 360                   |
|                                                                                                   | |                          | % des votants            |                          |
| Bulletins blancs                                                                                  | Bulletins blancs | 71                       | 0,49                     | 417                      |
| Bulletins nuls                                                                                    | Bulletins nuls | 48                       | 0,33                     | 120                      |
| Suffrages exprimés                                                                                | Suffrages exprimés | 14 445                   | 99,18                    | 11 823                   |
|                                                                                                   | |                          |                          |                          |
| Candidat Étiquette politique (partis et alliances)                                                | Candidat Étiquette politique (partis et alliances)                                                                                       | Voix                     | % des exprimés           | Voix                     |
|                                                                                                   | |                          |                          |                          |
|                                                                                                   | Samantha Cazebonne La République en marche                                                                                               | 7 274                    | 50,36                    | 7 828                    |
|                                                                                                   | François Ralle-Andreoli Agissons ensemble (Europe Écologie Les Verts - La France insoumise - Parti communiste français - Nouvelle Donne) | 2 242                    | 15,52                    | 3 995                    |
|                                                                                                   | Laurence Sailliet Les Républicains (Union des démocrates et indépendants)                                                                | 2 182                    | 15,11                    |                          |
|                                                                                                   | Gabrielle Siry Parti socialiste | 1 175                    | 8,13                     |                          |
|                                                                                                   | Natacha Barral Front national | 818                      | 5,66                     |                          |
|                                                                                                   | Hubert Patural Divers droite | 206                      | 1,43                     |                          |
|                                                                                                   | Alexis Boudaud-Anduaga Écologiste | 126                      | 0,87                     |                          |
|                                                                                                   | Olivia Tholance Divers (Union populaire républicaine)                                                                                    | 113                      | 0,78                     |                          |
|                                                                                                   | Éric Morgeau Extrême droite (Front des Patriotes républicains)                                                                           | 108                      | 0,75                     |                          |
|                                                                                                   | Benjamin Leduc Divers droite (Parti chrétien-démocrate)                                                                                  | 85                       | 0,59                     |                          |
|                                                                                                   | Caroline Guébel Divers | 59                       | 0,41                     |                          |
|                                                                                                   | Venise Jonnet Divers (#MaVoix) | 51                       | 0,35                     |                          |
|                                                                                                   | Olivier Hennebelle Divers (Parti animaliste)                                                                                             | 6                        | 0,04                     |                          |
|                                                                                                   | Chloé Teyssou Divers droite (Parti radical)                                                                                              | 0                        | 0,00                     |                          |
| Source : Ministère de l'Intérieur - Cinquième circonscription des Français établis hors de France | |                          |                          |                          |

#### Sixième circonscription
Députée sortante : Claudine Schmid (Les Républicains).
|                                                                                                 |                                                                     |                          |                          |                          |
|                                                                                                 |                                                                     | Premier tour 4 juin 2017 | Premier tour 4 juin 2017 | Second tour 18 juin 2017 |
|                                                                                                 |                                                                     |                          |                          |                          |
|                                                                                                 |                                                                     | Nombre                   | % des inscrits           | Nombre                   |
| Inscrits                                                                                        | Inscrits                                                            | 127 486                  | 100,00                   | 127 470                  |
| Abstentions                                                                                     | Abstentions                                                         | 101 742                  | 79,81                    | 103 525                  |
| Votants                                                                                         | Votants                                                             | 25 744                   | 20,19                    | 23 945                   |
|                                                                                                 |                                                                     |                          | % des votants            |                          |
| Bulletins blancs                                                                                | Bulletins blancs                                                    | 47                       | 0,18                     | 521                      |
| Bulletins nuls                                                                                  | Bulletins nuls                                                      | 92                       | 0,36                     | 126                      |
| Suffrages exprimés                                                                              | Suffrages exprimés                                                  | 25 605                   | 99,46                    | 23 298                   |
|                                                                                                 |                                                                     |                          |                          |                          |
| Candidat Étiquette politique (partis et alliances)                                              | Candidat Étiquette politique (partis et alliances)                  | Voix                     | % des exprimés           | Voix                     |
|                                                                                                 |                                                                     |                          |                          |                          |
|                                                                                                 | Joachim Son-Forget La République en marche                          | 16 273                   | 63,55                    | 17 460                   |
|                                                                                                 | Claudine Schmid (députée sortante) Les Républicains                 | 4 036                    | 15,76                    | 5 838                    |
|                                                                                                 | Jean Rossiaud Europe Écologie Les Verts                             | 2 037                    | 7,96                     |                          |
|                                                                                                 | Emmanuelle Boudet La France insoumise                               | 1 404                    | 5,48                     |                          |
|                                                                                                 | Jean-Claude Marchand Front national                                 | 741                      | 2,89                     |                          |
|                                                                                                 | Geneviève Marion Divers droite (Parti chrétien-démocrate)           | 383                      | 1,50                     |                          |
|                                                                                                 | Vincent Souchaud Divers (Union populaire républicaine)              | 224                      | 0,87                     |                          |
|                                                                                                 | Joseph Kuszli Divers gauche (Parti social-démocrate)                | 131                      | 0,51                     |                          |
|                                                                                                 | Martine Lerond Extrême droite (Front des Patriotes républicains)    | 111                      | 0,43                     |                          |
|                                                                                                 | Tie Watanabe Divers (Parti pirate)                                  | 70                       | 0,27                     |                          |
|                                                                                                 | Fabienne Lefebvre Parti communiste français                         | 68                       | 0,27                     |                          |
|                                                                                                 | Pierre Augustin Divers (#MaVoix)                                    | 56                       | 0,22                     |                          |
|                                                                                                 | Ernesto Priarollo Divers droite (Parti réforme et travail)          | 51                       | 0,20                     |                          |
|                                                                                                 | Odile Leperre-Verrier Parti radical de gauche (Génération écologie) | 20                       | 0,08                     |                          |
| Source : Ministère de l'Intérieur - Sixième circonscription des Français établis hors de France |                                                                     |                          |                          |                          |

#### Septième circonscription
Député sortant : Pierre-Yves Le Borgn' (Parti socialiste).
|                                                                                                  |                                                                   |                          |                          |                          |
|                                                                                                  |                                                                   | Premier tour 4 juin 2017 | Premier tour 4 juin 2017 | Second tour 18 juin 2017 |
|                                                                                                  |                                                                   |                          |                          |                          |
|                                                                                                  |                                                                   | Nombre                   | % des inscrits           | Nombre                   |
| Inscrits                                                                                         | Inscrits                                                          | 105 955                  | 100,00                   | 105 946                  |
| Abstentions                                                                                      | Abstentions                                                       | 78 999                   | 74,56                    | 82 499                   |
| Votants                                                                                          | Votants                                                           | 26 956                   | 25,44                    | 23 447                   |
|                                                                                                  |                                                                   |                          | % des votants            |                          |
| Bulletins blancs                                                                                 | Bulletins blancs                                                  | 50                       | 0,19                     | 774                      |
| Bulletins nuls                                                                                   | Bulletins nuls                                                    | 332                      | 1,23                     | 248                      |
| Suffrages exprimés                                                                               | Suffrages exprimés                                                | 26 574                   | 98,58                    | 22 425                   |
|                                                                                                  |                                                                   |                          |                          |                          |
| Candidat Étiquette politique (partis et alliances)                                               | Candidat Étiquette politique (partis et alliances)                | Voix                     | % des exprimés           | Voix                     |
|                                                                                                  |                                                                   |                          |                          |                          |
|                                                                                                  | Frédéric Petit Mouvement démocrate (La République en marche)      | 14 359                   | 54,03                    | 14 115                   |
|                                                                                                  | Pierre-Yves Le Borgn' (député sortant) Parti socialiste           | 3 689                    | 13,88                    | 8 310                    |
|                                                                                                  | Anna Deparnay-Grunenberg Europe Écologie Les Verts                | 2 644                    | 9,95                     |                          |
|                                                                                                  | Philippe Gustin Les Républicains                                  | 2 169                    | 8,16                     |                          |
|                                                                                                  | François-Jérôme Lallemand La France insoumise                     | 1 912                    | 7,20                     |                          |
|                                                                                                  | Jean-Pierre Hottinger Front national                              | 528                      | 1,99                     |                          |
|                                                                                                  | Benoît Mayrand Union des démocrates et indépendants               | 265                      | 1,00                     |                          |
|                                                                                                  | Pierre Rommevaux Divers (Union populaire républicaine)            | 190                      | 0,71                     |                          |
|                                                                                                  | Laurence Thierry Divers                                           | 178                      | 0,67                     |                          |
|                                                                                                  | Maëva Durand Parti communiste français                            | 145                      | 0,55                     |                          |
|                                                                                                  | Mélanie Legrand Divers (#MaVoix)                                  | 137                      | 0,52                     |                          |
|                                                                                                  | Ludovic Lemoues Extrême droite (Front des patriotes républicains) | 128                      | 0,48                     |                          |
|                                                                                                  | Bruno Scrive Divers droite (Parti chrétien-démocrate)             | 121                      | 0,46                     |                          |
|                                                                                                  | Delphine Lyon Divers (Parti pirate)                               | 105                      | 0,40                     |                          |
|                                                                                                  | Marie-Claire Sébastien Divers droite (Les Centristes)             | 4                        | 0,02                     |                          |
| Source : Ministère de l'Intérieur - Septième circonscription des Français établis hors de France |                                                                   |                          |                          |                          |

#### Huitième circonscription
Député sortant : Meyer Habib (Union des démocrates et indépendants).
|                                                                                                  |                                                                                      |                          |                          |                          |
|                                                                                                  |                                                                                      | Premier tour 4 juin 2017 | Premier tour 4 juin 2017 | Second tour 18 juin 2017 |
|                                                                                                  |                                                                                      |                          |                          |                          |
|                                                                                                  |                                                                                      | Nombre                   | % des inscrits           | Nombre                   |
| Inscrits                                                                                         | Inscrits                                                                             | 121 399                  | 100,00                   | 121 386                  |
| Abstentions                                                                                      | Abstentions                                                                          | 109 986                  | 90,60                    | 107 185                  |
| Votants                                                                                          | Votants                                                                              | 11 413                   | 9,40                     | 14 201                   |
|                                                                                                  |                                                                                      |                          | % des votants            |                          |
| Bulletins blancs                                                                                 | Bulletins blancs                                                                     | 41                       | 0,36                     | 288                      |
| Bulletins nuls                                                                                   | Bulletins nuls                                                                       | 72                       | 0,63                     | 90                       |
| Suffrages exprimés                                                                               | Suffrages exprimés                                                                   | 11 300                   | 99,01                    | 13 823                   |
|                                                                                                  |                                                                                      |                          |                          |                          |
| Candidat Étiquette politique (partis et alliances)                                               | Candidat Étiquette politique (partis et alliances)                                   | Voix                     | % des exprimés           | Voix                     |
|                                                                                                  |                                                                                      |                          |                          |                          |
|                                                                                                  | Florence Drory La République en marche                                               | 4 150                    | 36,73                    | 5 825                    |
|                                                                                                  | Meyer Habib (député sortant) Union des démocrates et indépendants (Les Républicains) | 4 013                    | 35,51                    | 7 998                    |
|                                                                                                  | Hélène Panoussis La France insoumise                                                 | 834                      | 7,38                     |                          |
|                                                                                                  | Daphna Poznanski-Benhamou Divers                                                     | 667                      | 5,90                     |                          |
|                                                                                                  | Nil Delahaye Europe Écologie Les Verts                                               | 563                      | 4,98                     |                          |
|                                                                                                  | Nathalie Jorge Laick Front national                                                  | 316                      | 2,80                     |                          |
|                                                                                                  | Benjamin Djiane Parti socialiste                                                     | 241                      | 2,13                     |                          |
|                                                                                                  | Raphaël Destremau Divers droite (Parti chrétien-démocrate)                           | 139                      | 1,23                     |                          |
|                                                                                                  | Anne Sabourin Parti communiste français                                              | 89                       | 0,79                     |                          |
|                                                                                                  | David Acunzo Divers (Union populaire républicaine)                                   | 87                       | 0,77                     |                          |
|                                                                                                  | Jean-Yves Metayer-Robbes Écologiste                                                  | 50                       | 0,44                     |                          |
|                                                                                                  | Barbara Pascarel Divers                                                              | 45                       | 0,40                     |                          |
|                                                                                                  | Christophe Cesetti Divers (#MaVoix)                                                  | 38                       | 0,34                     |                          |
|                                                                                                  | Mathilde Cameirao Divers                                                             | 27                       | 0,24                     |                          |
|                                                                                                  | Jacques Neno Divers                                                                  | 21                       | 0,19                     |                          |
|                                                                                                  | Frédéric Chaouat Divers                                                              | 12                       | 0,11                     |                          |
|                                                                                                  | Denis Bensimon Divers droite                                                         | 8                        | 0,07                     |                          |
| Source : Ministère de l'Intérieur - Huitième circonscription des Français établis hors de France |                                                                                      |                          |                          |                          |

#### Neuvième circonscription
Député sortant : Pouria Amirshahi (Divers gauche).
|                                                                                                  | |                          |                          |                          |
|                                                                                                  | | Premier tour 4 juin 2017 | Premier tour 4 juin 2017 | Second tour 18 juin 2017 |
|                                                                                                  | |                          |                          |                          |
|                                                                                                  | | Nombre                   | % des inscrits           | Nombre                   |
| Inscrits                                                                                         | Inscrits | 107 796                  | 100,00                   | 107 778                  |
| Abstentions                                                                                      | Abstentions | 92 085                   | 85,43                    | 95 144                   |
| Votants                                                                                          | Votants | 15 711                   | 14,57                    | 12 634                   |
|                                                                                                  | |                          | % des votants            |                          |
| Bulletins blancs                                                                                 | Bulletins blancs | 140                      | 0,89                     | 1 141                    |
| Bulletins nuls                                                                                   | Bulletins nuls | 122                      | 0,78                     | 360                      |
| Suffrages exprimés                                                                               | Suffrages exprimés | 15 449                   | 98,33                    | 11 133                   |
|                                                                                                  | |                          |                          |                          |
| Candidat Étiquette politique (partis et alliances)                                               | Candidat Étiquette politique (partis et alliances) | Voix                     | % des exprimés           | Voix                     |
|                                                                                                  | |                          |                          |                          |
|                                                                                                  | Leila Aïchi Divers droite (juridiquement enregistrée sous « La République en marche ! » qui lui a retiré son soutien et également soutenue par le MoDem) | 3 135                    | 20,29                    | 4 491                    |
|                                                                                                  | M'jid El Guerrab Divers (soutenu par La République en marche)                                                                                            | 2 925                    | 18,93                    | 6 642                    |
|                                                                                                  | Erwan Borhan Davoux Les Républicains | 2 039                    | 13,20                    |                          |
|                                                                                                  | Didier Le Bret Parti socialiste | 1 822                    | 11,79                    |                          |
|                                                                                                  | Patrice Finel La France insoumise | 1 423                    | 9,21                     |                          |
|                                                                                                  | Frédéric Elbar Divers droite | 814                      | 5,27                     |                          |
|                                                                                                  | Pascal Capdevielle Union des démocrates et indépendants                                                                                                  | 626                      | 4,05                     |                          |
|                                                                                                  | Karim Dendène Divers droite | 538                      | 3,48                     |                          |
|                                                                                                  | Yann Roustan Europe Écologie Les Verts | 462                      | 2,99                     |                          |
|                                                                                                  | Jacqueline Nizet Divers droite | 421                      | 2,73                     |                          |
|                                                                                                  | Jehanne Fortin Front national | 352                      | 2,28                     |                          |
|                                                                                                  | Charlotte de Labarre Divers droite | 165                      | 1,07                     |                          |
|                                                                                                  | Lamine Camara Parti communiste français | 150                      | 0,97                     |                          |
|                                                                                                  | Mathilde Darras Divers (Union populaire républicaine) | 109                      | 0,71                     |                          |
|                                                                                                  | Loïc Durand Extrême droite (Front des Patriotes républicains)                                                                                            | 78                       | 0,50                     |                          |
|                                                                                                  | Nadia Bourgeois-Chebah Écologiste (Alliance écologiste indépendante)                                                                                     | 75                       | 0,49                     |                          |
|                                                                                                  | Khadija David Divers | 63                       | 0,41                     |                          |
|                                                                                                  | Nathalie Gomez Divers (#MaVoix) | 61                       | 0,39                     |                          |
|                                                                                                  | Naji Debache Debout la France | 61                       | 0,39                     |                          |
|                                                                                                  | Loubna Zaïr Divers gauche | 38                       | 0,25                     |                          |
|                                                                                                  | Saâdia Messaoudia Divers (Parti pirate) | 35                       | 0,23                     |                          |
|                                                                                                  | Marie-Laure Fabresse Parti radical de gauche (Génération écologie)                                                                                       | 24                       | 0,16                     |                          |
|                                                                                                  | Sabrina Houd Divers droite | 15                       | 0,10                     |                          |
|                                                                                                  | Jean-Christophe Thomas Divers (Union des démocrates musulmans français)                                                                                  | 14                       | 0,09                     |                          |
|                                                                                                  | Héléna Besnard Divers (Parti animaliste) | 3                        | 0,02                     |                          |
|                                                                                                  | Rami Zouaoui Divers gauche | 1                        | 0,01                     |                          |
|                                                                                                  | Yves-Éric Massiani Divers | 0                        | 0,00                     |                          |
| Source : Ministère de l'Intérieur - Neuvième circonscription des Français établis hors de France | |                          |                          |                          |

#### Dixième circonscription
Député sortant : Alain Marsaud (Les Républicains).
|                                                                                                 |                                                           |                          |                          |                          |
|                                                                                                 |                                                           | Premier tour 4 juin 2017 | Premier tour 4 juin 2017 | Second tour 18 juin 2017 |
|                                                                                                 |                                                           |                          |                          |                          |
|                                                                                                 |                                                           | Nombre                   | % des inscrits           | Nombre                   |
| Inscrits                                                                                        | Inscrits                                                  | 99 374                   | 100,00                   | 99 956                   |
| Abstentions                                                                                     | Abstentions                                               | 79 955                   | 80,46                    | 81 704                   |
| Votants                                                                                         | Votants                                                   | 19 419                   | 19,54                    | 18 252                   |
|                                                                                                 |                                                           |                          | % des votants            |                          |
| Bulletins blancs                                                                                | Bulletins blancs                                          | 175                      | 0,90                     | 686                      |
| Bulletins nuls                                                                                  | Bulletins nuls                                            | 79                       | 0,41                     | 167                      |
| Suffrages exprimés                                                                              | Suffrages exprimés                                        | 19 165                   | 98,69                    | 17 399                   |
|                                                                                                 |                                                           |                          |                          |                          |
| Candidat Étiquette politique (partis et alliances)                                              | Candidat Étiquette politique (partis et alliances)        | Voix                     | % des exprimés           | Voix                     |
|                                                                                                 |                                                           |                          |                          |                          |
|                                                                                                 | Amal Amélia Lakrafi La République en marche               | 11 515                   | 60,08                    | 12 397                   |
|                                                                                                 | Alain Marsaud (député sortant) Les Républicains           | 3 620                    | 18,89                    | 5 002                    |
|                                                                                                 | William Guéraiche Divers gauche (La France insoumise)     | 1 269                    | 6,62                     |                          |
|                                                                                                 | Stéphane Sakoschek Front national                         | 1 060                    | 5,53                     |                          |
|                                                                                                 | Gustave Fayard Divers droite                              | 553                      | 2,89                     |                          |
|                                                                                                 | Viviane Zinzindohoue Écologiste                           | 359                      | 1,87                     |                          |
|                                                                                                 | Guillaume de Bricourt Divers droite                       | 258                      | 1,35                     |                          |
|                                                                                                 | Noémie Potier Divers (Union populaire républicaine)       | 174                      | 0,91                     |                          |
|                                                                                                 | Franck Mériau Divers gauche (Mouvement des progressistes) | 139                      | 0,73                     |                          |
|                                                                                                 | Laure Ferry Divers                                        | 128                      | 0,67                     |                          |
|                                                                                                 | Vincent Fournerie Divers (#MaVoix)                        | 90                       | 0,47                     |                          |
| Source : Ministère de l'Intérieur - Dixième circonscription des Français établis hors de France |                                                           |                          |                          |                          |

#### Onzième circonscription
Député sortant : Thierry Mariani (Les Républicains).
|                                                                                                 |                                                                 |                          |                          |                          |
|                                                                                                 |                                                                 | Premier tour 4 juin 2017 | Premier tour 4 juin 2017 | Second tour 18 juin 2017 |
|                                                                                                 |                                                                 |                          |                          |                          |
|                                                                                                 |                                                                 | Nombre                   | % des inscrits           | Nombre                   |
| Inscrits                                                                                        | Inscrits                                                        | 92 766                   | 100,00                   | 92 761                   |
| Abstentions                                                                                     | Abstentions                                                     | 67 141                   | 72,38                    | 71 741                   |
| Votants                                                                                         | Votants                                                         | 25 625                   | 27,62                    | 21 020                   |
|                                                                                                 |                                                                 |                          | % des votants            |                          |
| Bulletins blancs                                                                                | Bulletins blancs                                                | 93                       | 0,36                     | 717                      |
| Bulletins nuls                                                                                  | Bulletins nuls                                                  | 152                      | 0,59                     | 230                      |
| Suffrages exprimés                                                                              | Suffrages exprimés                                              | 25 380                   | 99,04                    | 20 073                   |
|                                                                                                 |                                                                 |                          |                          |                          |
| Candidat Étiquette politique (partis et alliances)                                              | Candidat Étiquette politique (partis et alliances)              | Voix                     | % des exprimés           | Voix                     |
|                                                                                                 |                                                                 |                          |                          |                          |
|                                                                                                 | Anne Genetet La République en marche                            | 13 732                   | 54,11                    | 14 397                   |
|                                                                                                 | Thierry Mariani (député sortant) Les Républicains               | 4 766                    | 18,78                    | 5 676                    |
|                                                                                                 | Florian Bohême Parti socialiste                                 | 1 810                    | 7,13                     |                          |
|                                                                                                 | Dimitri Sawosik La France insoumise                             | 1 651                    | 6,51                     |                          |
|                                                                                                 | Francis Nizet Divers droite                                     | 1 495                    | 5,89                     |                          |
|                                                                                                 | Sébastien Cochard Front national                                | 733                      | 2,89                     |                          |
|                                                                                                 | Rong Trinh Divers (Union populaire républicaine)                | 336                      | 1,32                     |                          |
|                                                                                                 | Jennifer Aguiar Divers (Parti pirate)                           | 192                      | 0,76                     |                          |
|                                                                                                 | Nicole Finas-Fillon Divers (#MaVoix)                            | 158                      | 0,62                     |                          |
|                                                                                                 | Robert Gachon Divers                                            | 123                      | 0,48                     |                          |
|                                                                                                 | Dominique Vidal Parti communiste français                       | 110                      | 0,43                     |                          |
|                                                                                                 | Roland Gobert Extrême droite (Front des patriotes républicains) | 108                      | 0,43                     |                          |
|                                                                                                 | Frédéric Nesenshon Divers droite                                | 92                       | 0,36                     |                          |
|                                                                                                 | Myriem Alnet Divers                                             | 74                       | 0,29                     |                          |
| Source : Ministère de l'Intérieur - Onzième circonscription des Français établis hors de France |                                                                 |                          |                          |                          |